# 深灣9號
深灣9號 （英語：Marinella）是位於香港香港島黃竹坑惠福道9號，即香港仔內地段451號的私人屋苑，由嘉華國際、信和置業和南豐集團聯合發展，於2012年11月開始入伙。
深灣9號共設六座住宅大樓(第1、2、3、6、8、9座) 組成， 於基座設有11間花園洋房，合共提供411伙住宅單位，實用面積由596至3,622平方呎，間隔涵蓋一至四房，逾80%為三房雙套或四房三套房大宅，25至30%為特色戶，共涉約100伙，包括相連、複式戶及天際大宅與別墅。
深灣9號前臨深灣及香港仔南避風塘，項目戶戶向南，俯視深灣遊艇會之餘，更享有廣閤香港仔海峽景緻，並眺望對岸鴨脷洲一帶山色市景。

## 簡介

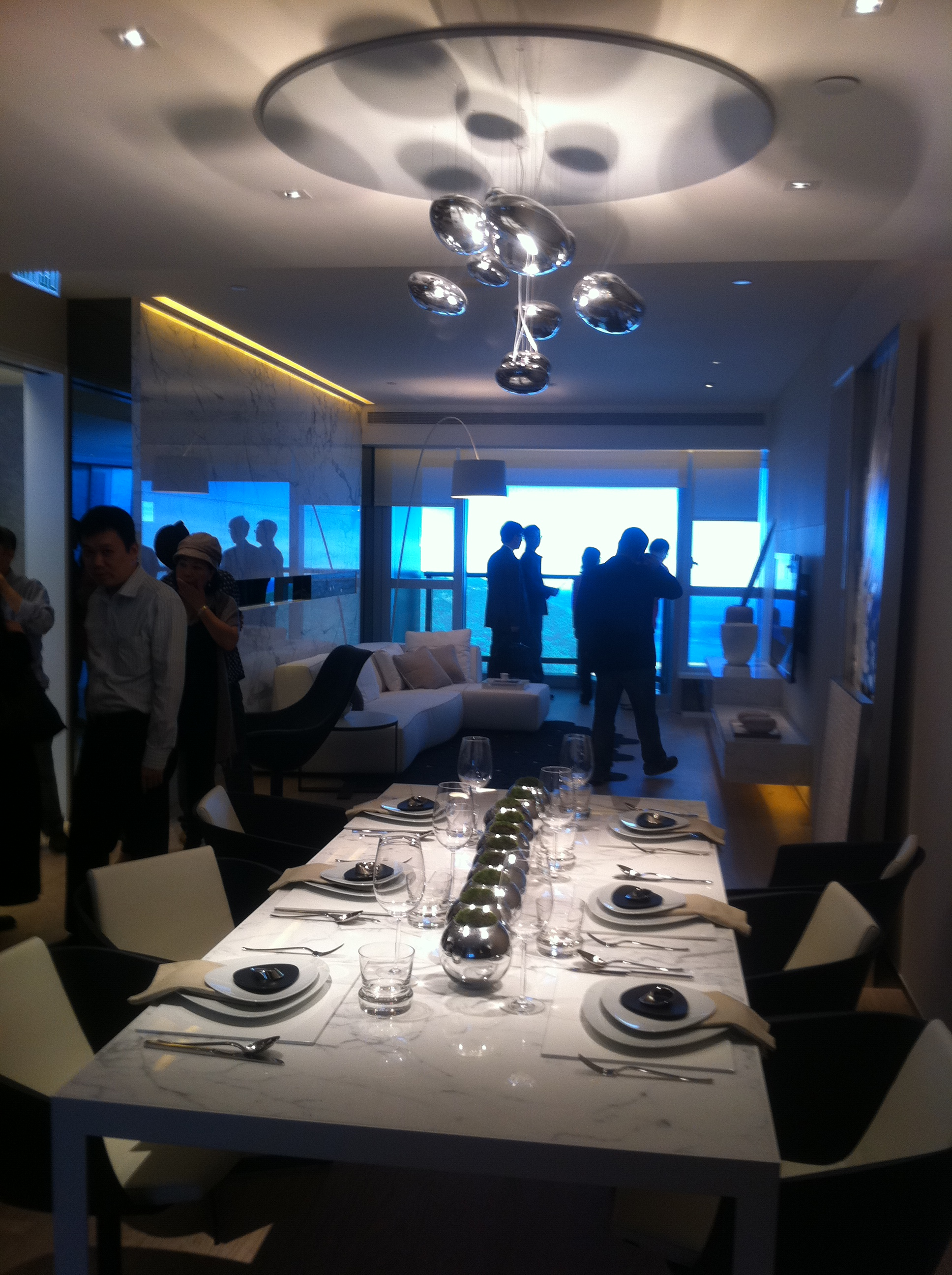
樓花示範單位的飯廳

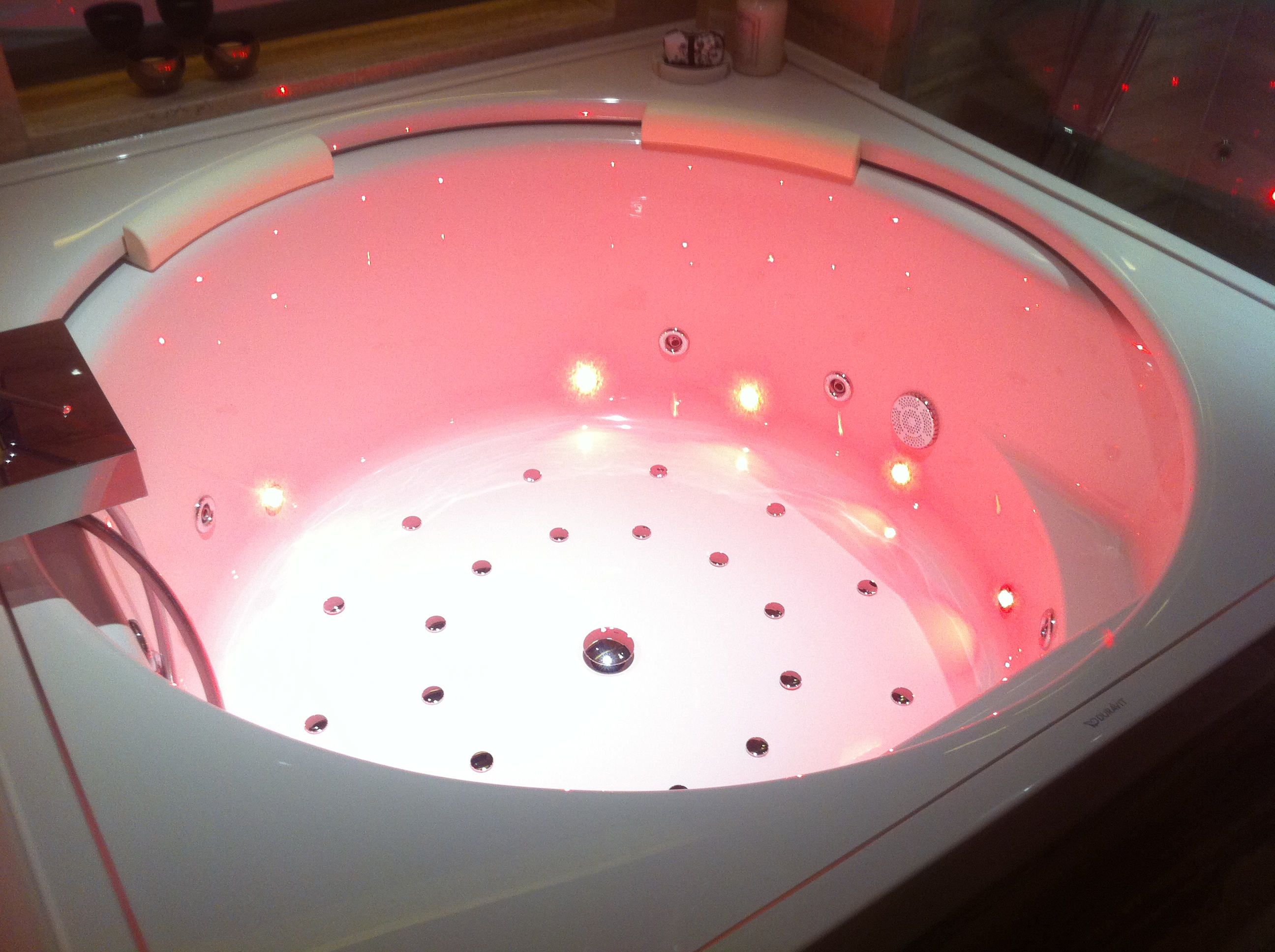
此豪宅交樓標準採用當代物料

深灣9號原址為「惠福道臨時房屋區」，該區清拆後地皮遭丟空多年。到2007年10月15日，嘉華、信置和南豐合組的財團以57.1億港元購入這幅惠福道地皮，曾被稱為天價成交。受惠樓市暢旺及同區豪宅南灣（Larvotto）熱賣並且屢創新高，深灣9號更為市場注目，定價除參考南灣外，亦參考山頂及南區同呎豪宅。
深灣9號由美國Arquitectonica建築師事務所及香港王董建築師事務所（亦是該建築師行第二代掌舵人何承天退休前經手的最後一個項目）聯手設計，亦是具有環保概念的豪宅，設有嶄新的太陽能光伏發電系統發電，在項目內廣置了463塊、面積共約6,500平方呎的太陽能光伏板，以再生能源分擔樓宇的公用電力需求。亦特設了雨水循環系統，此裝置收集天然雨水，用作灌溉植物園林。另外，項目的停車場提供電動車充電設施，停車場並設置動能感測器及抽氣扇感測器，具備自動感測碳排放並調節風速，減少不必要能源消耗。
即使深灣9號的車位超過1比1，但其車位價格仍然貴絕黃竹坑，發展商售賣的車位價格由140萬起，高達200萬。
2012年12月入伙後，1座中層A室，面積約2,501方呎，獲公司客以每月16萬元租用，呎租高達64元，創該盤租金新高，同時打破同區豪宅新盤南灣的57元呎租記錄，亦打破同區二千餘呎租金的記錄。
2013年2月，深灣9號B5層一個單號車位，獲新買家斥298萬元以私人名義承接，原業主以145萬元一手購得，約三個月升值達106%。這項298萬的車位成交不但貴絕南區，當時的成交價僅次於跑馬地禮頓山車位380萬的天價記錄，排名全港第二。

## 屋苑單位
深灣9號戶型分有標準戶、複式戶及花園洋房。

### 標準戶
標準戶位於每座3至32樓A及B室，實用面積由1,258至2,000平方呎，間隔為三房或四房，分別稱為「三房馭海鉅宅」及「四房臨海鉅宅」，樓層高度方面，除了3樓為3.25米外，4至32樓均為3.1米，配置37至54平方呎露台及16平方呎工作平台，部份單位另設有16至25平方呎窗台。

### 複式戶
複式戶可以分為兩種，分別位於第2、3、8及9座3至32樓C座的一般複式戶及位於每座33及35樓的頂層複式戶：
- 一般複式戶實用面積由596至1,351平方呎，間隔由一房至四房不等，分別稱為「複式海天貴冑名邸」、「兩房複式馭海名邸」、「三房複式馭海名邸」及「四房複式臨海名邸」，樓層高度除了3樓為3.25米外，4至32樓均為3.1米，單位均配置25至30平方呎露台及16平方呎工作平台；
- 頂層複式戶只設12伙，實用面積由2,129至2,735平方呎，間隔為三房或四房，統稱「頂層複式大宅」，樓層高度分別為3（35樓）及3.4米（33樓），均配置235至773平方呎平台。

### 花園洋房
花園洋房共有11間，全部採用三層式設計，實用面積介乎2,565至3,622平方呎，間隔均屬四房，樓層高度分別為3.075米（地下及一樓）或3.5米（B1樓）。各洋房均配置275至999平方呎花園、53或54平方呎露台、429至971平方呎停車位，部份單位另帶有57至132平方呎平台。

## 屋苑設施
屋苑配套設施方面，深灣9號於B2樓設有總面積約36,856平方呎住客會所，提供包括室外泳池、宴會廳、健身室、音樂室、閱讀室、花園、室外遊樂場、咖啡廳、電影放映室、紅酒及雪茄房等設施；另有面積約22,257平方呎空中花園。
而深灣9號在建築設計上，為全港首個取得BEAM Plus白金級榮譽的環保概念的豪宅，設置多達463塊、面積共約6,500平方呎的太陽能光伏板系統發電，預計每年將可節省約463,521度電和減少二氧化碳排放量達385噸。屋苑並特設雨水循環系統以收集天然雨水，用作灌溉植物園林。而停車場亦提供電動車充電設施，鼓勵住客使用電動車。

## 生活配套
深灣9號鄰近居屋雅濤閣及南濤閣，有少許民生商店。屋苑亦鄰近黃竹坑工業區及黃竹坑南朗山道熟食市場，有較多食肆選擇。
社區康樂設施方面，區內有多個馳名旅遊景點及康樂設施，包括：香港海洋公園、大王爺廟、包玉剛游泳池及香港仔網球及壁球中心；另有深灣遊艇俱樂部、香港仔遊艇會等會員制會所，滿足不同人士需求。

## 交通
深灣9號距離港鐵南港島綫黃竹坑站約6分鐘步程。附近亦有多條巴士及小巴路線，來往中環及銅鑼灣多個地方。同時項目的住戶車位比例達1:1以上，理論上有利住戶自置私家車出入。
| 交通路線列表                                               |
| ---------------------------------------------------------- |
| 港鐵 - █ 南港島綫：黃竹坑站B出口 主要交通幹道 - 香港仔隧道 |

## 鄰近地標
- 東華三院復康中心
- 包玉剛游泳池
- 大王爺廟
- 海洋公園
- 香港仔遊艇會
- 雅濤閣
- 南濤閣
- 深灣遊艇俱樂部
- 南灣
- 南區‧左岸（Marina South）
- 鴨脷洲大橋

## 名人業主
- 王菲
- 劉嘉玲
- 容祖兒
- 名媛周譚月清
- 合康新能（300048）董事長劉錦成夫婦
- 已故賭王傅老榕家族後人
- 皇朝傢俬控股（01198）謝錦鵬

## 外部連結
- 深灣9號 （页面存档备份，存于）

22°14′46″N 114°09′48″E / 22.2460813°N 114.1632002°E